# Rolfhamre och Måga
Rolfhamre och Måga var en av SCB avgränsad och namnsatt tätort i Ljusdals kommun i Gävleborgs län. Den omfattade bebyggelse i de två sammanväxta byarna i  Ljusdals socken, belägna drygt tre kilometer väster om centralorten Ljusdal, mellan älven Ljusnan och sjön Växnan. Området växte 2015 samman med tätorten Ljusdal.

## Befolkningsutveckling
| Befolkningsutvecklingen i Rolfhamre och Måga 1990–2010           | Befolkningsutvecklingen i Rolfhamre och Måga 1990–2010 | Befolkningsutvecklingen i Rolfhamre och Måga 1990–2010 | Befolkningsutvecklingen i Rolfhamre och Måga 1990–2010 | Befolkningsutvecklingen i Rolfhamre och Måga 1990–2010 |
| ---------------------------------------------------------------- | ------------------------------------------------------ | ------------------------------------------------------ | ------------------------------------------------------ | ------------------------------------------------------ |
|                                                                  |                                                        |                                                        |                                                        |                                                        |
| År                                                               |                                                        |                                                        | Folkmängd                                              | Areal (ha)                                             |
| 1990                                                             | 1990                                                   |                                                        | 183                                                    | 46#                                                    |
| 1995                                                             | 1995                                                   |                                                        | 180                                                    | 48#                                                    |
| 2000                                                             | 2000                                                   |                                                        | 191                                                    | 48#                                                    |
| 2005                                                             | 2005                                                   |                                                        | 198                                                    | 47#                                                    |
| 2010                                                             | 2010                                                   |                                                        | 215                                                    | 52                                                     |
| Anm.: Ny tätort 2010, sammanvuxen med Ljusdal 2015 # Som småort. |                                                        |                                                        |                                                        |                                                        |